# Eva Stephenson-Möller
Eva Christina Stephenson-Möller, född 23 januari 1950, är en svensk textilkonstnär. 
Stephenson-Möller, som öppnade egen ateljé i Göteborg 1975, har framställt bildvävar, vilka i regel är utförda i enkla bindningar med utomordentlig precision. Hennes bildspråk är geometriskt, inte sällan med tredimensionella effekter. Av hennes verk kan nämnas arbeten för kriminalvårdsanstalten i Lindome, solavskärmningen på Högskolan i Borås bibliotek och för Handelshögskolan i Göteborg. Eva Stephenson-Möller finns representerad i Statens konstråds samlingar, med både lös och permanent konst.